# Jesús Rueda
Jesús Rueda Azcuaga (født 30. maj 1961 i Madrid, Spanien) er en spansk komponist, pianist, professor og lærer.
Rueda studerede komposition og klaver på Det Kongelige Musikkonservatorium i Madrid hos bl.a. Joaquin Soriano og Luis de Pablo.
Han tog senere på kompositionkurser med bl.a. Luigi Nono i Italien. Han har skrevet tre symfonier, orkesterværker, kammermusik, opera, elektronisk musik, vokalmusik, solostykker for mange instrumenter etc. Rueda er professor og lærer i komposition på Det Kongelige Musikkonservatorium i Zaragoza.

## Udvalgte værker
- Symfoni nr. 1 "Labyrint" (2000) - for orkester
- Symfoni nr. 2 "Om grænsen" (2002-03)- for orkester
- Symfoni nr. 3 "Lys" (2004-07) - for orkester
- Kammerkoncert nr. 1-3 (1990-2001) - for blandede ensembler